# Polyrhachis decellei
Polyrhachis decellei is een mierensoort uit de onderfamilie van de schubmieren (Formicinae). De wetenschappelijke naam van de soort is voor het eerst geldig gepubliceerd in 1973 door Barry Bolton. De soort leeft in het woud in het oostelijk deel van Ghana.